# Apanteles jubmeli
Apanteles jubmeli är en stekelart som beskrevs av Karl-Johan Hedqvist 1972. Apanteles jubmeli ingår i släktet Apanteles och familjen bracksteklar. Arten är reproducerande i Sverige. Inga underarter finns listade i Catalogue of Life.